# Communauté de communes du Pays de Sillé
La communauté de communes du Pays de Sillé est une ancienne communauté de communes française, située dans le département de la Sarthe et la région Pays de la Loire.

## Histoire
En 1975, les communes du canton de Sillé créent un syndicat intercommunal à vocation multiple (SIVOM). Rapidement le SIVOM adopte la compétence d'entretien de l'éclairage public afin de confier le marché « à un seul entrepreneur pour obtenir des prix plus compétitifs » (23 avril 1976). Le 17 octobre 1977, constatant que les élèves qui fréquentent l'école de musique « habitent dans toutes les communes du canton », le SIVOM décide la transformation de l'école en une école de musique cantonale. Au travers de ces deux exemples apparaît la volonté d'union des conseils municipaux pour mieux traiter ensemble de sujets semblables.
Le 23 avril 1976, le SIVOM engage une réflexion « sur le problème des ordures ménagères […] qui n'est pas un souci majeur dans l'immédiat […] mais qui pourrait le devenir dans un délai assez rapproché ». Trente années plus tard, l'enlèvement et le traitement des déchets constituent un domaine central de l'activité de la communauté de communes du Pays de Sillé. Une loi de 1988 permet la création des syndicats de promotion et d'animation à la carte (SIPAC). Les communes membres optent pour cette formule en 1992. Le SIPAC hérite alors des compétences du SIVOM mais immédiatement il ajoute la compétence « promotion et développement économique du canton de Sillé ». Ainsi en 1993 est décidé l'aménagement d'une zone intercommunale d'activités, la future zone du Bois des Cours.
Cependant la loi « relative au renforcement et à la simplification de la coopération intercommunale » de 1992 donne naissance aux communautés de communes. Fin 1993, huit conseils municipaux adoptent le projet de création d'une communauté de communes, deux le refusent. Les huit communes fondent la communauté de communes du Pays de Sillé, le SIPAC disparaît (arrêté préfectoral du 28 décembre 1993).
Elle fusionne le 1er janvier 2017 avec la communauté de communes de la Champagne Conlinoise pour former la communauté de communes de la Champagne Conlinoise et du Pays de Sillé.

## Composition
Elle regroupait 10 communes :
| Nom                        | Code Insee | Gentilé             | Superficie (km2) | Population (dernière pop. légale) | Densité (hab./km2) |
| -------------------------- | ---------- | ------------------- | ---------------- | --------------------------------- | ------------------ |
| Sillé-le-Guillaume (siège) | 72334      | Silléens            | 12,90            | 2 338 (2014)                      | 181                |
| Crissé                     | 72109      | Criséens            | 20,83            | 600 (2014)                        | 29                 |
| Le Grez                    | 72145      | Grézois             | 7,45             | 391 (2014)                        | 52                 |
| Mont-Saint-Jean            | 72211      | Mont-Saint-Jeannais | 42,31            | 679 (2014)                        | 16                 |
| Neuvillette-en-Charnie     | 72218      | Neuvillettois       | 14,54            | 307 (2014)                        | 21                 |
| Parennes                   | 72229      | Parennais           | 14,50            | 527 (2014)                        | 36                 |
| Pezé-le-Robert             | 72234      | Pezéens             | 16,35            | 366 (2014)                        | 22                 |
| Rouessé-Vassé              | 72255      | Rouesséens          | 31,49            | 819 (2014)                        | 26                 |
| Rouez                      | 72256      | Rouéziens           | 33,65            | 779 (2014)                        | 23                 |
| Saint-Rémy-de-Sillé        | 72315      | Saint-Rémois        | 11,25            | 846 (2014)                        | 75                 |

## Administration
| Période    | Période       | Identité          | Étiquette | Qualité                     |
| ---------- | ------------- | ----------------- | --------- | --------------------------- |
| 1993       | 1995          | Roger Launay      |           | Maire du Grez               |
| 1995       | avril 2008    | Michel Quillet    | PRG       | Maire de Rouessé-Vassé      |
| avril 2008 | avril 2014    | Jean-Marie Hoguet |           | Maire de Sillé-le-Guillaume |
| avril 2014 | décembre 2016 | Gérard Galpin     | DVD       | Maire de Sillé-le-Guillaume |